# Мацубара Йосіка
Йосіка Мацубара (яп. 松原 良香, нар. 19 серпня 1974) — японський футболіст, що грав на позиції нападника.
Виступав за низку японських та уругвайських клубів, а також олімпійську збірну Японії.

## Клубна кар'єра
У дорослому футболі дебютував 1993 року виступами за команду клубу «Пеньяроль».
Згодом з 1994 по 1999 рік грав у складі команд клубів «Джубіло Івата», «Сімідзу С-Палс», «ДЖЕФ Юнайтед», «Джубіло Івата» та «Рієка».
Своєю грою за останню команду привернув увагу представників тренерського штабу клубу «Делемон», до складу якого приєднався 1999 року.
Протягом 2000—2002 років захищав кольори клубів «Сьонан Бельмаре», «Прогресо», «Авіспа Фукуока» та «Дефенсор Спортінг».
У 2003 році уклав контракт з клубом «Окінава Каріюсі», у складі якого провів наступний рік своєї кар'єри гравця. 
У 2006 році завершив професійну кар'єру у нижчоліговому клубі «Сідзуока», за яку до того провів два роки.

## Виступи за збірну
У 1996 році захищав кольори олімпійської збірної Японії. У складі збірної — учасник  футбольного турніру на Олімпійських іграх 1996 року в Атланті.